# 오귀스트 베르나르트

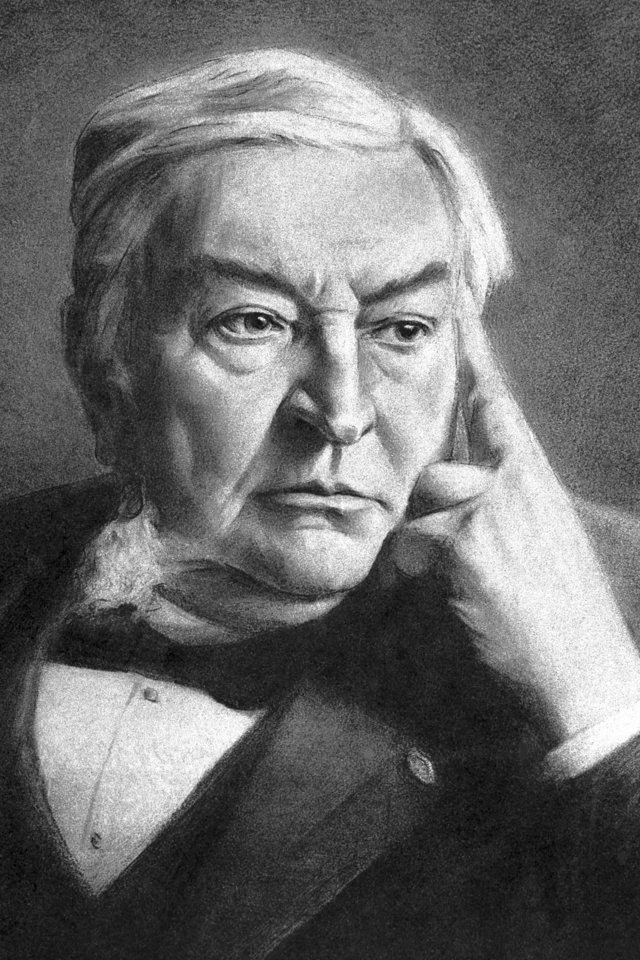
오귀스트 마리 프랑수아 베르나르트

오귀스트 마리 프랑수아 베르나르트(Auguste Marie François Beernaert, 1829년 7월 26일 ~ 1912년 10월 6일)는 벨기에의 총리이다.
오스텐더에서 태어났다. 1873년 국회의원으로 선출된 후 여러 부처의 장관을 지냈고, 1884년 ~ 1894년 총리를 지내며 정하고 철도·도로의 개설과 정비에 힘쓰며 산업 발전에 주력하였다. 총리 퇴임 후 네덜란드 헤이그의 상설중재재판소 개설에 참여하고 만국평화회의 벨기에 대표로 참석하였으며, 그러한 공로로 1909년 프랑스의 에스투르넬 드 콩스탕과 공동으로 노벨 평화상을 수상하였다.